# Birkirkara Football Club
El Birkirkara Football Club és un club maltès de futbol de la ciutat de Birkirkara.

## Història
El Birkirkara FC va ser fundat el 1950, tot i que no fou fins a finals dels anys 90 que el club se situà al màxim nivell del futbol maltès. El club fou resultat de la fusió dels clubs Birkirkara United i Birkirkara Celtic, que tenien les seves arrels vers el 1916. L'any 1994 es fusionà amb el Luxol SC St. Andrew's, formant el Birkirkara Luxol FC, fusió que només durà dos anys.
El Birkirkara és un dels membres fundadors de l'Associació Europea de Clubs.

## Palmarès
Actualitzat el 7 de març de 2011.
- Premier League: 3

1999-00, 2005-06, 2009-10
- FA Trophy: 6

2001-02, 2002-03, 2004-05, 2007-08, 2014-15, 2022-23
- Supercopa de Malta: 5

2001-02, 2002-03, 2003-04, 2004-05, 2005-06
- Copa Lowenbrau / Euro Challenge: 3

1998-99, 2003-04, 2008-09
- Super 5 Cup: 3

1998-99, 2003-04, 2005-06
- Gozo Cup: 1

2009-10